# Armando Rocha
Armando Rocha – meksykański zapaśnik walczący w obu stylach. Piąty na mistrzostwach panamerykańskich w 1990 i 1992. Zdobył srebrny medal w stylu klasycznym na igrzyskach Ameryki Środkowej i Karaibów w 1982. W stylu wolnym wywalczył czwarte miejsce 1982 i 1990. Drugi na mistrzostwach Ameryki Centralnej w 1984 roku.